# Whittier (Alaska)

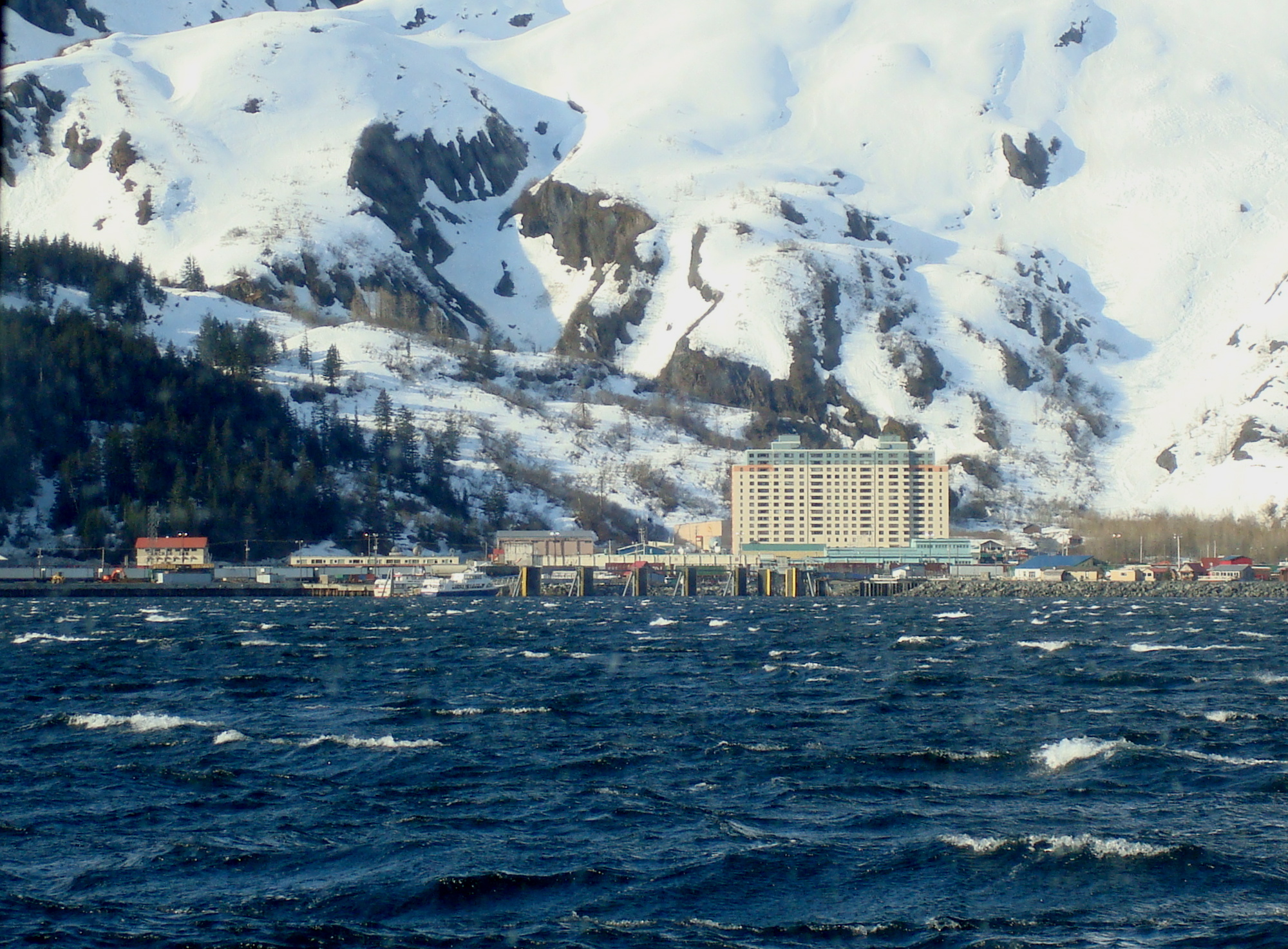
Whittier met Begich Towers

Whittier is een plaats (city) in de Amerikaanse staat Alaska, en valt bestuurlijk gezien onder Valdez-Cordova Census Area.

## Demografie
Bij de volkstelling in 2010 werd het aantal inwoners vastgesteld op 220.
In 2020 is het aantal inwoners door het United States Census Bureau vastgesteld op 272, een stijging van 52 (+23.6%).
Opmerkelijk is dat vrijwel alle inwoners in één appartementengebouw wonen, de Begich Towers. Whittier wordt daarom ook wel A Community Under One Roof genoemd.

## Geografie
Volgens het United States Census Bureau beslaat de plaats een oppervlakte van
51,0 km², waarvan 32,4 km² land en 18,6 km² water.

## Plaatsen in de nabije omgeving
De onderstaande figuur toont nabijgelegen plaatsen in een straal van 64 km rond Whittier.